# INOKI BOM-BA-YE × 巌流島 in 両国
INOKI BOM-BA-YE × 巌流島 in 両国（イノキボンバイエ がんりゅうじま イン りょうごく）は、日本の格闘技イベント「INOKI BOM-BA-YE」と巌流島が共同で、2022年12月28日、東京都墨田区の国技館で開催された大会。

## 概要
2022年10月1日に死去したアントニオ猪木の「今年は年末に何かやりたい」「谷川に任せておけば面白いことやるから任せておけ」との遺言を元に、巌流島の谷川貞治をプロデューサーした猪木の追悼イベントとして行われる。 
若手中心の「令和猪木軍」を結成、世界の未知の格闘技と異種格闘技戦の対抗戦をイメージし「令和猪木軍vs世界格闘技軍 9対9マッチ」が開催される。令和猪木軍の総監督には小川直也が就任。
前半が巌流島ルール、後半がキック、MMA、UWFの試合となる。第5試合の「シビサイ頌真 vs ジョシュ・バーネット」ののちに30分の休憩時間を設け、その間に円形闘技場から、ロープが張られた正方形のリングに変更となる。

## 対戦カード
オープニングファイト 巌流島ルール 75.0kg契約 3分3R
 奥田啓介 vs.  中谷優我
第1試合 令和猪木軍vs世界格闘技軍 先鋒戦 巌流島特別ルール 84.0kg契約 3分3R
 マーカス・レロ・アウレリオ vs.  江畑秀範
第2試合 令和猪木軍vs世界格闘技軍 次鋒戦 巌流島ルール 58.0kg契約 3分3R
 龍聖 vs.  ダウサコン・BANG GYM
第3試合 令和猪木軍vs世界格闘技軍 三鋒戦 巌流島ルール 無差別級 3分3R
 貴賢神 vs.  ジミー・アンブリッツ
第4試合 令和猪木軍vs世界格闘技軍 四鋒戦 巌流島特別ルール 無差別級 3分3R
 関根“シュレック”秀樹 vs.  ヤン・ソウクップ
第5試合 令和猪木軍vs世界格闘技軍 中堅戦 巌流島ルール 無差別級 3分3R
 シビサイ頌真 vs.  ジョシュ・バーネット
第6試合 令和猪木軍vs世界格闘技軍 六鋒戦 キックボクシングルール 72.5kg契約 3分3R
 宇佐美秀メイソン vs.  アルバート・クラウス
第7試合 令和猪木軍vs世界格闘技軍 七鋒戦 MMAルール 88.5kg契約 5分3R
 岩﨑大河 vs.  ハファエル・ロバト・ジュニア
第8試合 令和猪木軍vs世界格闘技軍 副将戦 MIXルール（1R キックボクシング3分（ボクシンググローブ）2R MMA5分（オープンフィンガーグローブ、RIZINルール）） 71.0kg契約
 木村ミノル vs.  矢地祐介
第9試合 令和猪木軍vs世界格闘技軍 大将戦 MMAルール 92.0kg契約 5分3R
 イゴール・タナベ vs.  メルヴィン・マヌーフ
第10試合 新日本プロレス提供試合 UWFルール 30分一本勝負
 柴田勝頼 vs.  トム・ローラー

## カード変更
負傷などによるカード変更は以下の通り。
・マーカス・レロ・アウレリオ vs. ガロア・ボファンド→ボファンドがビザ取得問題により来日を断念したため、江畑秀範が代役出場。